# Sede de la Editorial Gustavo Gili
La Sede de la Editorial Gustavo Gili es un edificio de Barcelona protegido como Bien Cultural de Interés Local. Como su nombre indica, es la sede de la Editorial Gustavo Gili.

## Descripción
Francesc Bassó y Joaquim Gili i Morós fueron dos arquitectos que pertenecían al Grupo R y trabajaron conjuntamente para levantar la sede de la editorial Gustavo Gili.
Plantearon un edificio, dividido en tres cuerpos, ubicado en el interior de una manzana del Ensanche. Los tres cuerpos están dispuestos de tal manera que dejan libre un espacio central donde ubicaron un jardín que hace de espacio de comunicación entre los edificios.
En alzado, el edificio se compone de una planta subterránea donde se encontraba el almacén y de dos plantas, excepto el vestíbulo del cuerpo central, en que en un único espacio se ha creado un doble nivel, a modo de altillo-balcón, con un perfil ondulado y que da acceso a otros espacios. En este cuerpo central se ubicaban las oficinas comerciales y técnicas. A nivel estructural, es una de las zonas más interesantes. También es interesante como ha resuelto la fachada de este cuerpo, como interactúa con el jardín y permite la entrada de luz natural en el interior de forma controlada.
A nivel arquitectónico, se ve una clara influencia de la arquitectura internacional. Por un lado, predomina la claridad estructural y espacial, acentuada por la gamma cromática de los blancos, grises y negros, y el rojo utilizado puntualmente en los pilotes. Y por otro lado, la contraposición de los volúmenes geométricos y rectilíneos al exterior con las formas curvas en el interior, con una clara ausencia de decoración aplicada.
Es destacable como los arquitectos huyeron de la tipología existente de este tipo de edificios y proponen un ejemplo totalmente innovador, con un semblante propio de las obras de la Bauhaus, Le Corbusier, Mies Van der Rohe o Frank Lloyd Wright.

## Historia
Ganó en 1962 el premio FAD de Arquitectura.